# Куракін Борис Іванович
Борис Іванович Куракін (30 липня 1676, Москва, Московське царство — 28 жовтня 1727, Париж, Французьке королівство) — російський державний службовець, перший постійний посол Російської імперії за кордоном, дійсний таємний радник, сподвижник Петра І. Поклав початок традиції дипломатичної служби в роді Куракіних.

## Біографія
Головне джерело інформації про життєпис Бориса Куракіна — це його автобіографія «Жизнь князя Бориса Куракина им самим описанная» («Життя князя Бориса Куракіна, ним же писана»), яку він почав писати під час лікування у Карлсбаді. На початку автобіографії Куракін написав дату: 25 вересня 1705 року.

### Ранні роки
Народився 30 липня 1676 року в родині Івана Григорійовича Куракіна, що був далеким нащадком роду Гедиміновичів, та Феодосії Олексіївни, що походила з роду Одоєвських. Борис Куракін був хрещеником царя Федора III Олексійовича.
У дитинстві багато хворів.
Втратив матір у 1677 році, за рік після народження.
У 1682 році батько Бориса Куракіна був відісланий у Смоленськ на службу, де невдовзі помер від сечокам'яної хвороби. Після цього Борис втратив обох батьків та виховувався разом з братом Михайлом та сестрою Марією мачухою від другого шлюбу свого батька, Марією Петрівною Урусовою, яка померла у 1684 році.

### Військова кар'єра
З 1683 року Борис Куракін перебував у найближчому оточенні Петра І, був його спальником. Брав участь в обох Азовських походах, з 1696 року був капітаном. Під час повернення дорогою до Воронежа цар віддав Куракіну землі поблизу річки Біла, правої притоки Айдару. Зараз на місці поселення, що належало Куракіну, знаходиться смт Білокуракине Луганської області України.
Тоді ж був відправлений до Італії для вивчення тамтешньої європейської морської справи, яку брав за приклад для наслідування цар Петро.
У 1700 році Борис Куракін дістав землі розміром 17 тисяч десятин по річках Хопер та Сердоба на території майбутньої Пензенської губернії. Там згодом виникло поселення Борисоглібське-Куракіно. У тому ж році Куракін придбав землі «за рікою Сурою, на річці Юловці, в інших урочищах», де згодом з'явилося поселення Павло-Куракіно.
З початку Великої Північної війни брав участь у поході на Нарву 1700 року, потім брав участь у взятті Нотебурга (1702), Ніеншанца (1703), Нарви (1704). У 1704 році дістав чин майора лейбгвардії Семенівського полку.
У 1705-1706 роках перебував на лікуванні у Німеччині, Нідерландах та Англії.
Незабаром після повернення у 1707 році вирушив з дипломатичною місією до Риму, щоб вмовити Папу не визнавати Станіслава Лещинського, короля Речі Посполитої, що воював у Північній війні проти Московії, королем.
У 1708 році повернувся в московське військо через початок походу Карла XII. У Полтавській битві 1709 року керував Семенівським полком.

### Дипломатична кар'єра
З 1709 по 1712 рік Борис Куракін був послом Московії у Лондоні, Ганновері та Гаазі. У 1713 році, отримавши чин таємного радника, став представником Московії на Утрехтському конгресі. У 1715 році підписав Грейфсвальдський союзний договір з Ганновером.
У 1715 році був нагороджений орденом Андрія Первозванного, у 1725 — орденом Олександра Невського, у тому ж році став дійсним таємним радником імператриці Катерини І.
У 1722 році Петро І, відправляючись у Перський похід, доручив Куракіну керувати всіма дипломатами Російської імперії. У 1724 році Куракін став послом Росії у Парижі, де й помер у 1727 році.

## Творчість
Будучи одним з найосвіченіших людей свого часу, Куракін в своїх працях часто вживає голландську, французьку та італійську мови. Його перу належать щоденник і шляхові записки, автобіографія, доведена до 1709 року, історія російсько-шведської війни, політичні записки, великі ділові і сімейні листування. Він задумав написати повну історію Росії, в якій передбачав, головним чином, зупинитися на царюванні Петра І, але встиг лише скласти докладний зміст цієї праці і «Історію про царя Петра Олексійовича і ближніх до нього людей 1682—1694 рр.».

## Сім'я
Був одружений двічі, мав п'ятьох дітей.
- Ксенія Федорівна Лопухіна (у шлюбі в 1691—1698 рр.), рідна сестра Євдокії Лопухіної, першої дружини Петра І. Діти:
  - Тетяна (1696—1757), друга дружина князя Михайла Голіцина.
  - Олександр (1697—1749), обер-шталмейстер.

- Марія Федорівна Урусова (у шлюбі в 1699—1727 рр.), племінниця цариці Агафії Грушецької. Діти:
  - Сергій (1700—1701).
  - Катерина (1703—1722).
  - Василій.